# Claude-Joseph-Parfait Derville-Maléchard
Pour les articles homonymes, voir Derville (homonymie).
Claude-Joseph-Parfait Derville-Maléchard est un haut fonctionnaire français du corps diplomatique et de l'administration préfectorale sous le Premier Empire, les Cent-Jours et la monarchie de Juillet, né à Lyon (Rhône) le 3 avril 1774. Il participe à la mise en place de l'administration française en Suisse pendant le Premier Empire en tant que chargé d'affaires dans le Valais puis préfet du Simplon. 

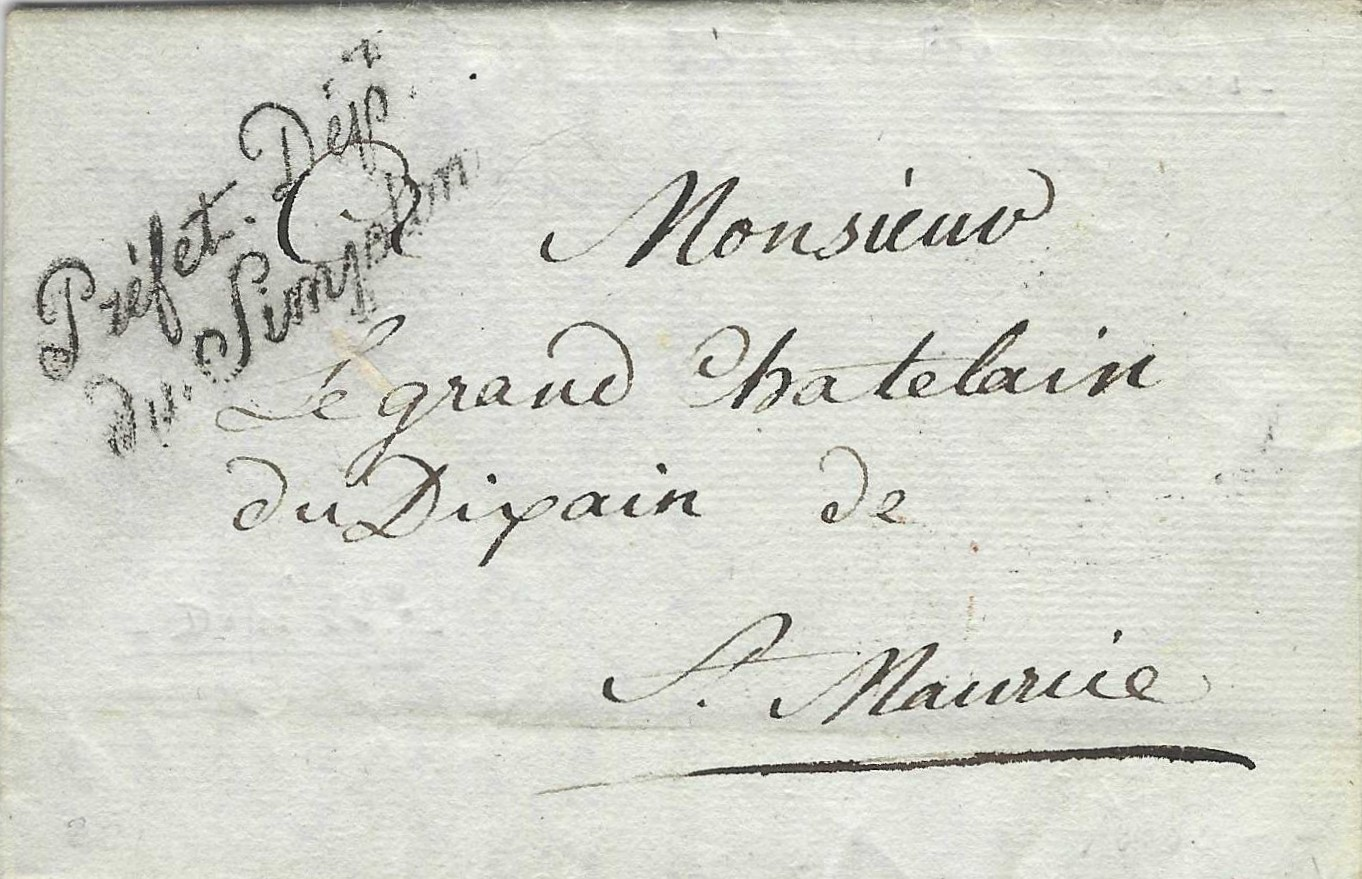
lettre du préfet Derville-Malechart du 1 er juillet 1811

Il devient ensuite préfet de la Sarthe. 
Écarté de toute poste préfectoral pendant la Restauration, il est membre de la commission d'indemnisation des planteurs de Saint-Domingue. Il redevient préfet sous la monarchie de Juillet, dans le Vaucluse, le Doubs puis l'Orne. Il décède le 3 décembre 1842 à Vineuil-Saint-Firmin (Oise).

## Biographie

### Famille
Claude-Joseph-Parfait Derville-Maléchard naît à Lyon le 3 avril 1774. Il est le fils posthume de Jean Maléchard, négociant, et de Jeanne Marie Jacob. Il est baptisé le 4 avril 1774 à l'église Saint-Pierre - Saint-Saturnin de Lyon. Selon son acte de baptême, il est né rue de l'Arbre-sec, aujourd'hui dans le 1er arrondissement. 
Il épouse Constance-Sophie Masson à Lyon le 19 floréal an VI (8 mai 1798). Constance-Sophie Masson est fille de négociants originaires de Carpentras (Vaucluse) installés rue Pizay. De cette union naissent :
- Hugues Léopold Maurice Rodolphe Derville-Maléchard, né le 29 novembre 1808 à Sion (République rhodanienne ou république du Valais) (aujourd’hui : canton du Valais, Suisse), décédé le 2 janvier 1887 à Paris, conseiller référendaire à la Cour des Comptes[2] ;
- Aimée-Élise-Sophie-Emma Derville-Maléchard, née à Sion (département du Simplon, France) en 1812.

## Carrière

### Un homme de Napoléon Bonaparte
En 1793, âgé de 18 ans, il est chasseur à cheval dans l’armée lyonnaise durant le siège de Lyon. Entre 1793 et 1794, il est guide à cheval dans l’Armée des Alpes, puis en 1797, agent militaire sous les ordres du général en chef Bonaparte. Il est substitut du commissaire civil extraordinaire entre 1798 et 1800 puis secrétaire général de la légation extraordinaire entre 1800 et 1803. 

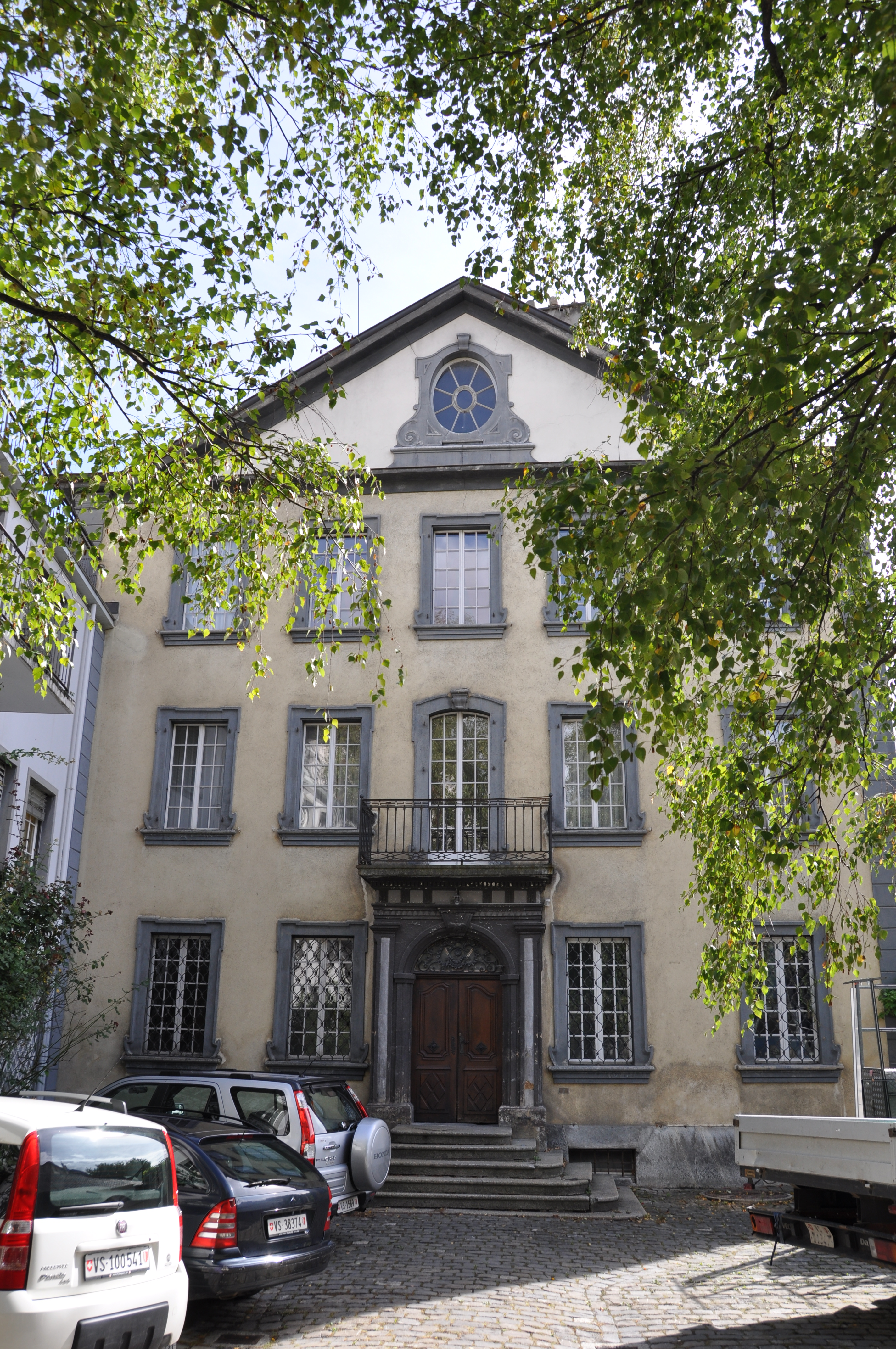
Préfecture du département du Simplon (Maison de Kalbermatten)

Il devient chargé d'affaires et ministre plénipotentiaire à Lucques (1803-1806), puis chargé d'affaires et résident de France en Valais (1806-1810), qu'il prépare au rattachement à la France. Il devient ensuite naturellement préfet du département du Simplon (1811-1813), constitué à partir du Valais, où il introduit rapidement la législation et l'administration françaises. Il doit ainsi faire confectionner une guillotine, au prix de 878 francs 70 centimes, « peinture comprise »[source insuffisante]. Comme il réside dans la  Maison de Kalbermatten, celle-ci devient la Préfecture. Il veille à la surveillance des voyageurs qui passent par le Grand Saint-Bernard. Mais il n'a pas d'expérience pratique du fonctionnement des bureaux et, plaidant son ignorance des lois, réclame au ministre de l'Intérieur un bras droit efficace. Sans réponse qui le satisfasse, il finit par l'embaucher lui-même. 
C'est sur son insistance qu'il quitte le Valais. Pour être nommé ailleurs, il en critique la rudesse et se plaint de drames familiaux liés à ce climat : 

« Ma santé est profondément altérée, le vice de ce climat funeste que j'ai quatre ans combattu, qui m'a privé de deux enfants, qui a marqué de son empreinte ineffaçable le seul qui me reste, pèse aujourd'hui sur moi, je sens que je succomberai à son influence et je veux à tout prix m'y soustraire »

Il est fait chevalier de l’Empire en 1811 et préfet de la Sarthe à partir du printemps 1813. Au début de l'année 1814, il s'emploie à y maintenir l'ordre en luttant contre les résurgences de la chouannerie. Après l'abdication de Napoléon, il tente de gagner les bonnes grâces  du nouveau pouvoir, sans succès. C'est dans Le Moniteur du 24 avril 1814 qu'il apprend le nom de son successeur, Jules Pasquier.
Il redevient préfet en 1815 pendant les Cent-Jours, dans le Doubs. Il se méfie du clergé de son nouveau département, qu'il considère comme peu favorable à Napoléon, et essaye de contenir les mouvements populaires contre les châteaux.

### Écarté sous la Restauration
Il est révoqué le 8 juillet 1815, peu après le retour de Louis XVIII. Il reçoit ensuite un traitement provisoire, supprimé le 26 mars 1816. En juillet 1816, il fait publier à Lyon un recueil de pièces documentaires qu'il intitule : Réunion du Valais à la France. extraits de pièces officielles. 
Derville-Maléchard reçoit un emploi à la fin de la Restauration. En effet, il est membre de la commission de répartition des indemnités aux anciens colons de Saint-Domingue, qui siège de 1826 à 1833. Cette commission est mise en place par l'ordonnance du 9 mai 1826. Elle comprend des pairs de France, des députés, des hauts fonctionnaires comme Derville-Maléchard et des anciens propriétaires à Saint-Domingue. Elle répartit entre les anciens propriétaires d'esclaves qui ont fui l'île à la suite de sa révolte en 1791 l'indemnité de 150 millions de francs réclamée par la France à son ancienne colonie.
Derville-Maléchard est un ami de Stendhal.

### Préfet de la monarchie de Juillet
Il reprend du service sous la monarchie de Juillet, pendant laquelle il est successivement préfet du Vaucluse (mai 1831-novembre 1831), puis du Doubs (novembre 1831-juillet 1833), et enfin de l'Orne (juillet 1833).
Il reçoit une pension à compter de 1836 et meurt le 3 décembre 1842 à Vineuil-Saint-Firmin (Oise).

## Honneurs
- Chevalier de l’ordre de la  Légion d’honneur[16] le 5 janvier 1811 et promu officier du même ordre le 9 août 1833[16].

## Armoiries
Claude-Joseph-Parfait Derville-Maléchard fut créé chevalier de l’Empire par lettres patentes du 13 mars 1811 avec règlement d’armoiries. 
| Figure | Blasonnement |
|        | Armoiries du chevalier Derville-Maléchard et de l’Empire Parti : au I, reparti d’argent et d’azur à douze étoiles posées 3.3.3.3, les 4 à dextre de gueules, les 4 du milieu, de l’un en l’autre, les 4 à senestre d’argent ; et au II, d’azur à la bande d’argent, surmontée d’un comble d’or ; à la bordure de gueules chargée du signe des chevaliers légionnaires, |